# HMEOC
HMEOC（High quality Motorcycle Engine Oil Conception）とは二輪用省燃費エンジン油の規格。
二輪車メーカーであるホンダが中心となり、SAE Steering Committee for Asiaが2008年が提案したものである。
HMEOCエンジン油は、JASO規格を含む二輪車の要求性能を満たしながら二輪車として提案当時現在許容される低粘度の10W-30を達成した二輪用エンジン油となる。仕様に適合したオイルにはHMEOCマークが表示される。Conceptionという事からわかるように厳密な規格というより仕様や構想に近い。

## HMEOCの目的
従来よりホンダおよびSAE Steering Committee for Asiaでは低粘度オイルによる低燃費化、CO2削減を目指していた。しかし二輪ユーザーは高粘度オイルを好む傾向があり、特にアジア地域（東南アジア等）においては二輪四輪関わらず高粘度オイル（シングルグレードを含む）を使用するのが一般的で低粘度オイルの普及が遅れていた。
低粘度オイルの普及には純正オイル以外の一般に市販される社外オイルの低粘度化も必須となる。その為には指針となる二輪車に適合した低粘度省燃費オイルの仕様が必要であると提案されたのがHMEOCである。

## 日本国内における現状
2018年現在、所謂国内4メーカー（ホンダ、ヤマハ、スズキ、カワサキ）における二輪車向け純正エンジンオイルにおいて10W-30の設定があるのはホンダとヤマハのみであり、スズキ、カワサキには設定がない。また、0W-30という二輪車向けとしては超低粘度の純正オイル（G4）があるのもホンダのみである。ただし、ホンダの純正を転用することを念頭に置いているのかホンダ以外でも取扱説明書に使用可能なオイルの粘度として10W-30が入っている車種は存在している。なお、2021年2月からホンダの純正エンジンオイルのうちG1がベースオイルの部分化学合成油化と共に5W-30に低温側を低粘度化しワイドレンジ化された。
国内向けの社外品においてはカストロールが二輪車向け10W-30のオイルの扱いがある。低温側が低いオイルはレース用として発売されている場合が多い（モチュールの300Vシリーズの5W-40等）が、和光ケミカルのプロステージSシリーズの0W-30のように比較的普及グレードに近いものでも見られるようになった。一方で高温側が-30を切る製品（5W-20等）は二輪車のエンジンの特性（トランスミッションの潤滑、高回転の多用等）から二輪車向けのものは皆無となっている。